# Casa Olivella
La Casa Olivella i Ràfols és un edifici del municipi de Vilafranca del Penedès (Alt Penedès) protegit com a bé cultural d'interès local.
És una casa entre mitgeres i tres crugies. Consta de planta baixa i un pis, amb golfes i terrat. La planta baixa presenta una porta central i dues finestres, una a cada banda, d'arc de mig punt i amb unes reixes molt interessants. Al pis superior s'obren tres balcons motllurats. Edifici d'arquitectura eclèctica.
A una de les reixes de la planta baixa de l'edifici apareix la data de 1885, probablement la de la construcció de la casa. El 1899 apareix documentada l'obra d'ampliació d'un pis, encarregada per Josep Olivella i dirigida per l'arquitecte Santiago Güell i Grau (el projecte es conserva a l'arxiu de l'Ajuntament de Vilafranca). Es va presentar el 26 d'abril i va ser aprovada el 3 de març.